# Raid de Fraustadt
 (avril 2023).
 (avril 2023).
Le raid de Fraustadt (en polonais : Wypad na Wschowę) est un raid militaire, mené par l'armée polonaise le 2 septembre 1939, le deuxième jour de l'invasion de la Pologne. Les forces polonaises attaquent les positions de la Wehrmacht dans et autour de la ville de Fraustadt (aujourd'hui Wschowa), dans la province de Silésie, au sein de l'État libre de Prusse.

## Contexte et préparation
Dans la nuit du 1er au 2 septembre 1939, à approximativement 1 heure du matin, le général Roman Abraham, qui commande la brigade de cavalerie de Wielkopolska, ordonne à un peloton de cyclistes militaires stationné à Krzywin sous le commandement du colonel Zbigniew Baranski de venir à Leszno.
Dans la matinée du 2 septembre, des avions d'observation de l'armée de l'air polonaise observent  les positions allemandes autour de Fraustadt. Au même moment, une compagnie de scouts polonais à vélo patrouille dans les forêts le long de la frontière voisine. A 14h30, le général Abraham donne l'ordre d'effectuer un raid sur Fraustadt. Selon sa directive, les forces polonaises doivent repousser les unités ennemies et bombarder la ville. Le raid doit être effectué par le 55e régiment d'infanterie de Poznań, stationné à Leszno. Le colonel Waclaw Wiecierzynski, qui commande cette unité, nomme le capitaine Edmund Lesisz chef du raid.
Le groupe qui participe à l'attaque est composé de 300 soldats et sept officiers, avec un peloton de véhicules militaires, un peloton de mitrailleuses lourdes et un peloton d'artillerie sous les ordres du capitaine Ludwik Snitko. Ils sont soutenus par un peloton de uhlans au nord, et un escadron de chenillettes TKS, plus un peloton de cyclistes militaires au sud. Les trois unités communiquent entre elles via des cyclistes et des coursiers à cheval.

## Le raid
Dans l'après-midi du 2 septembre, vers 16 heures, les unités se dirigent vers la frontière. Des bus sont fournis pour l'infanterie, tandis que l'artillerie, avec des charrettes à chevaux, atteint la frontière après l'infanterie. Le capitaine Edmund Lesisz ordonne au lieutenant Władysław Konwiński du 2e peloton d'attaquer un poste de garde-frontière (Grenzschutz), qui bloque la route vers le village de Geyersdorf (Dębowa Łąka). Après un bref échange de tirs, les Allemands se retirent et les Polonais capturent le poste, ainsi qu'une grande quantité d'armes, qui sont emmenées à la caserne de Leszno.

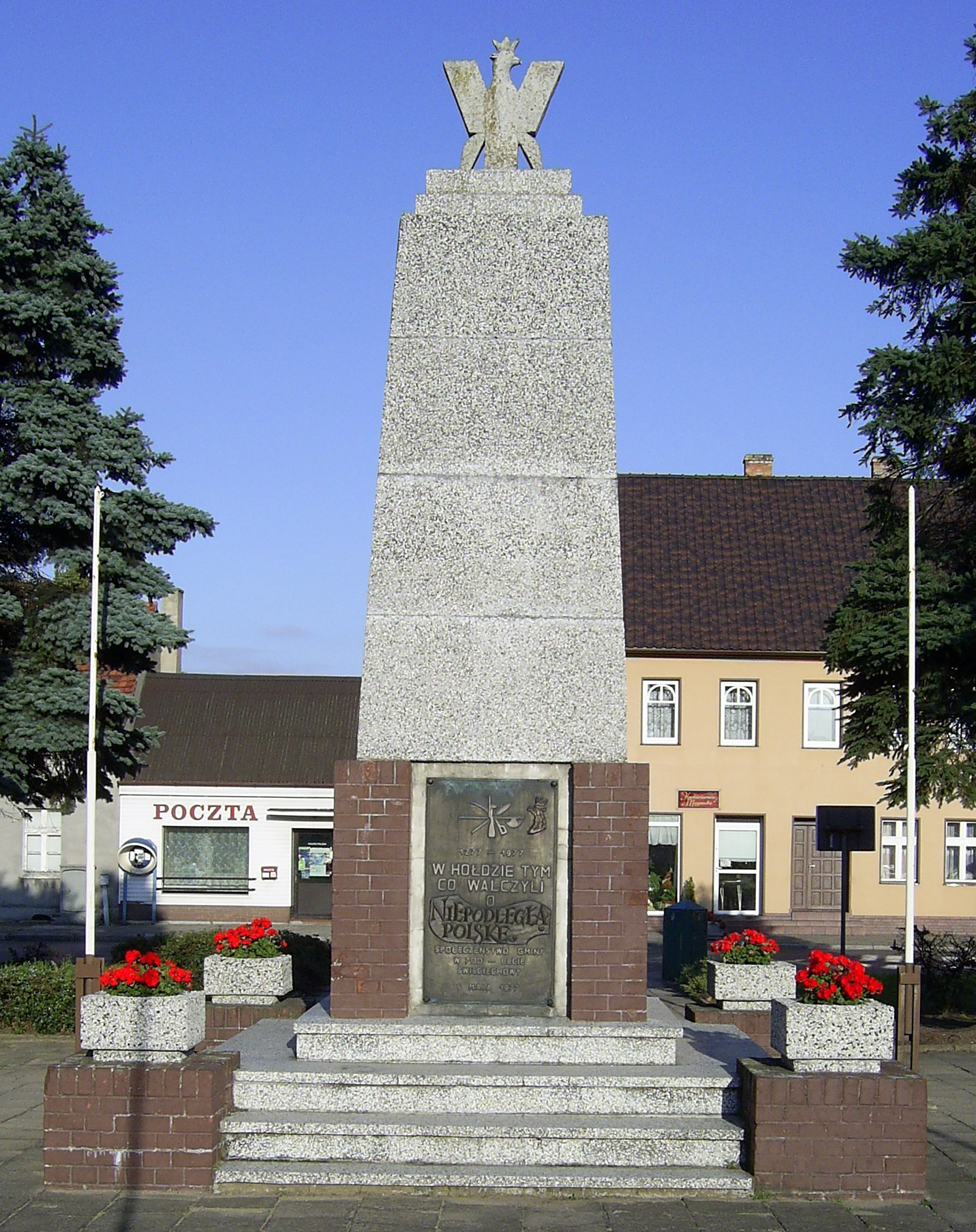
Monument aux défenseurs de la souveraineté de la Pologne à Święciechowa

Pendant ce temps, le 1er peloton du lieutenant Stanisław Rybczyński attaque le point de contrôle frontalier et l'artillerie polonaise prend ses positions désignées. Peu de temps après, des canons polonais ouvrent le feu sur Geyersdorf, ce qui sème la panique parmi les soldats allemands. Un certain nombre de chenillettes TKS apparaissent dans le village, soutenues par des tirs de mitrailleuses. En conséquence, les soldats et civils allemands fuient Geyersdorf. Le village est pris aux alentours de 18 heures. Peu de temps après, l'artillerie polonaise commence à bombarder Fraustadt, tuant des soldats allemands. Au même moment, une unité de front polonaise, le 3e peloton du lieutenant Stefan Perkiewicz, atteint la périphérie de Fraustadt, à environ 8 kilomètres en territoire allemand. La ville elle-même n'est pas prise, car avant la tombée de la nuit, le général Roman Abraham ordonne à toutes les troupes polonaises de retourner à Leszno.
Au cours de la retraite, un incident survient à Święciechowa. Les résidents allemands du village sortent avec des drapeaux nazis pour accueillir les soldats polonais, les prenant pour des unités de la Wehrmacht. Un échange de coups de feu s'ensuit, après quoi la plupart des Allemands sont arrêtés par la police militaire.
Après l'invasion de la Pologne, le capitaine Edmund Lesisz est capturé par les Allemands et envoyé à l'Oflag VII-A Murnau. Retrouvé par la Gestapo, il est emmené à Łódź et assassiné[Quand ?].

## Conséquences
Le raid de Fraustadt, ainsi que la prise de Geyersdorf, sont utilisés par la propagande polonaise pour renforcer le moral des soldats de la brigade de cavalerie Wielkopolska et d'autres unités, et les convaincre qu'il est possible de vaincre la Wehrmacht. Néanmoins, du point de vue militaire et stratégique, il n'a aucune influence sur le déroulement de la campagne. Les forces polonaises engagées dans le raid sont trop faibles pour avoir un impact significatif, car le général Abraham ne souhaite pas risquer de perdre la ville de Leszno.
Le raid de Fraustadt est commémoré par un monument qui se dresse à la périphérie de Wschowa, le long de la route menant à Leszno.

## Sources
- Piotr Bauer, 55 Poznański pułk piechoty, 1991, (ISBN 83-85253-23-8)